# Кервуд, Джеймс Оливер
Джеймс Оливер Кервуд (англ. James Oliver Curwood) (12 июня 1878 — 13 августа 1927) — американский прозаик и защитник окружающей среды, автор приключенческой литературы.

## Биография
Джеймс Кервуд родился в 1878 году в американском городе Оуссо (шт. Мичиган). После окончания начальной школы и сдачи экстерном экзаменов в Мичиганский университет работал журналистом и редактором. В 1909 году совершил первое путешествие по Канаде. Всю последующую жизнь подолгу путешествовал по Канаде и Аляске, где набирался впечатлений для своих романов. Кервуду сопутствовал успех, он разбогател и в 1922 году построил в своём родном городе дом в стиле XVIII века — Замок Кервуд.

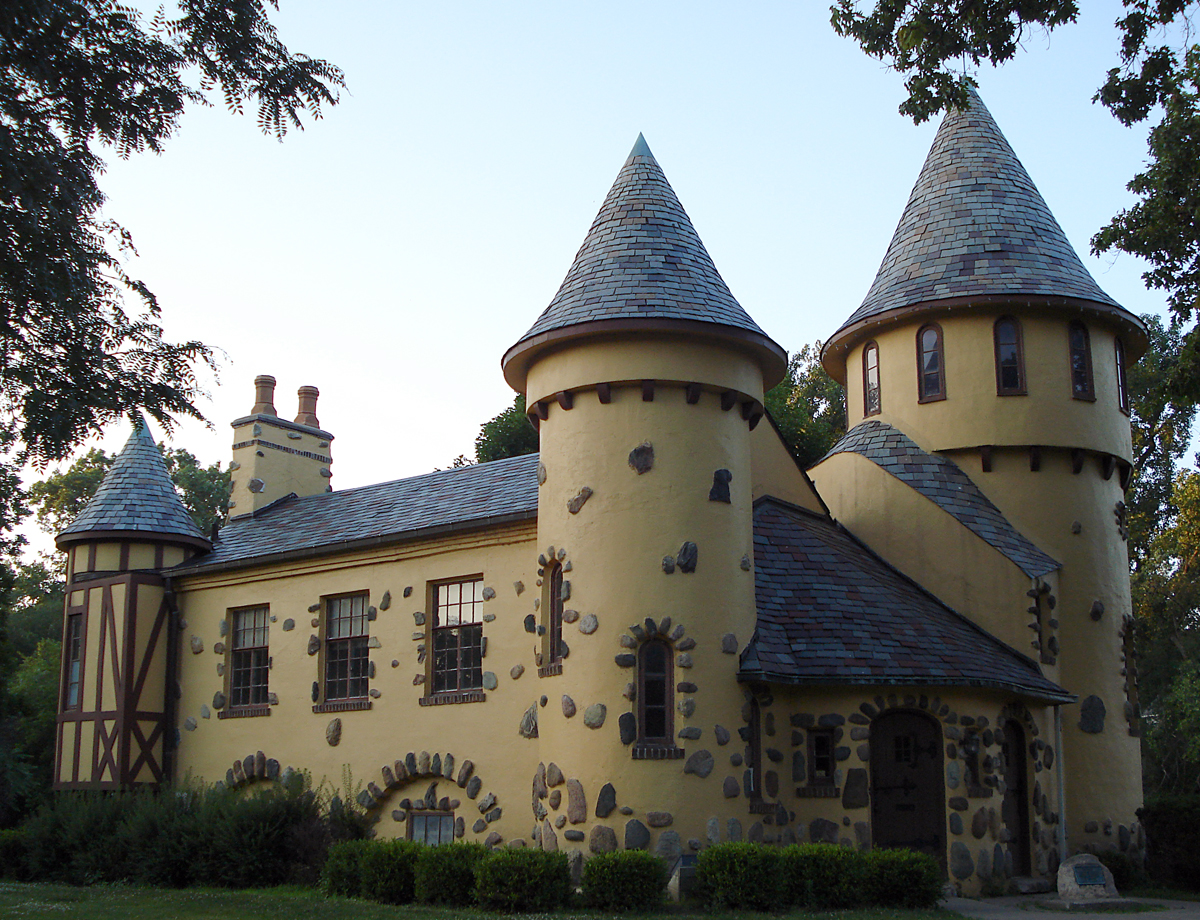
Замок Кервуд

Кервуд был защитником дикой природы, в том числе боролся за сокращение сезона охоты, а в 1926 году стал членом Мичиганской комиссии по защите окружающей среды.
В 1927 году Кервуд поехал во Флориду. Во время рыбалки был укушен пауком, что вызвало аллергическую реакцию, заражение крови и смерть.
Писателя помнят на родине. Сейчас в построенном им замке расположен музей, где проводятся ежегодные праздники в честь писателя.

## Творчество
Первые рассказы Кервуд напечатал ещё будучи подростком, но не получил за них гонорара. В течение своей короткой жизни он написал более 30 романов. Самые известные из них: «Казан», «Гризли», «Бродяги Севера», «Сын Казана». Его романы продолжают лучшие традиции европейско-американской приключенческой литературы, в частности произведения Джека Лондона о Севере. Главные герои его романов — дикие животные в дикой природе (волки, собаки, медведи и др.).
Немало способствовал популярности Северо-Западной конной полиции Канады, посвятив её подвигам цикл романов и повестей «Королевская Северо-Западная Конная Полиция» (The North West Mounted Police Stories, 1910—1922).
В середине 1920-х годов обратился к исторической прозе, в частности, написав роман «На равнинах Авраама» (в рус. пер. «Тяжелые годы»), посвящённый Франко-индейской войне 1754—1763 гг. и памятной битве при Квебеке (1759), который опубликован был посмертно.
На русский язык несколько романов были переведены Михаилом Чеховым, братом писателя Антона Чехова.

## Экранизации
- 1920 — «Бродяги Севера»[англ.] — по одноименному роману (1919).
- 1927 — «Возвращение в страну Бога»[англ.] — по одноименному роману (1920).
- 1953 — «Возвращение в страну Бога» — по одноименному роману (1920).
- 1961 — «Дикий пёс Севера» — по роману «Бродяги Севера» (1919).
- 1983 — «Бродяги Севера» — по роману «Бродяги Севера» (1919).
- 1987 — «В дебрях, где реки бегут…» — по роману «В дебрях Севера» (1922).
- 1988 — «Медведь» — по роману «Гризли» (1916).
- 1994 — «Глаз волка» — по роману «Казан» (1914).
- 1994 — «Дух воина» — по рассказам «Охотники на волков» и «Охотники за золотом».
- 1995 — «Глаз волка 2: переход на север» — по роману «Бари, сын Казана» (1917).
- 1995 — «Кровь охотника» — по мотивам рассказов.